# Viết Tân
Viết Tân là một phòng thu đặt tại Thành phố Hồ Chí Minh, Việt Nam, thành lập vào năm 1992. Đây là nơi mà rất nhiều nghệ sĩ Việt Nam đến và thực hiện các dự án âm nhạc của mình. Viết Tân đã nhận được Giải thưởng Làn Sóng Xanh cho hạng mục Phòng thu có nhiều ca khúc được yêu thích nhất từ năm 2001 đến năm 2008.

## Lịch sử hình thành
— Phạm Viết Tân chia sẻ về việc xây dựng phòng thu
Phạm Viết Tấn khởi nghiệp là một chuyên viên về âm thanh sân khấu. Từ khi chưa đầy hai mươi tuổi cho đến sau Sự kiện 30 tháng 4 năm 1975, ông làm việc cho các đoàn ca nhạc cũng như tự bồi dưỡng kiến thức về âm học và kỹ thuật thu âm bằng phương pháp thử-sai. Đến năm 1989, ông giúp Tư Lợi, một người bạn của ông và là chủ của phòng thu Kim Lợi thực hiện một số sản phẩm trong phòng thu. Năm 1992, ông tách ra và xây dưng phòng thu tại gia ở đường Phan Văn Hân, quận Bình Thạnh, Thành phố Hồ Chí Minh.
Phòng thu Viết Tân do chính ông và thợ thiết kế xây dựng. Vào thời gian đầu, phòng thu Viết Tân chỉ là một phòng với diện tích khoảng 5x5m. Những sản phẩm đầu tiên ra đời là cassette và sau đó là CD.
Đến năm 2003, Viết Tân đã di chuyển đến một căn biệt thự tại đường Phạm Đình Toái, Phường 6, Quận 3, Thành phố Hồ Chí Minh và xây dựng lên ba tầng.

## Phát triển
Viết Tân đã từng ra mắt sản phẩm tiêu thụ hơn 100,000 bản. Mỗi năm phòng thu thực hiện hơn 50 CD và VCD (theo thống kế năm 2005). Các thiết bị tại phòng thu vốn dĩ được chuyên dùng cho nhạc pop. Album Tái sinh của nhóm Unlimited, được dẫn đắt bởi Viết Thanh, con trai của Viết Tân, là album nhạc rock đầu tiên được thực hiện tại đây.
Các nghệ sĩ gồm Trần Tiến, Dương Thụ, Bảo Chấn, Đức Trí, Lệ Quyên, Mỹ Linh, Thanh Lam, Bằng Kiều, Hồng Nhung, Trần Thu Hà, Lam Trường, Phương Thanh, Duy Quang, Cẩm Vân, Quang Dũng, Tuấn Hưng,... đều đã từng đến và làm việc tại đây. Đặc biệt, bộ ba Anh Quân - Huy Tuấn - Mỹ Linh đã giành rất nhiều thời gian của mình tại phòng thu trong quá trình thực hiện album Tóc ngắn.

## Bản quyền
Năm 2012, ca sĩ Lệ Quyên và Viết Tân đã đòi 15,3 tỉ VNĐ tiền bản quyền đối với chín trang mạng sử dụng hai album Khúc tình xưa 2 và Tình khúc yêu thương trái phép.

## Giải thưởng
| Năm  | Giải thưởng   | Hạng mục                                       | Kết quả                  |
| ---- | ------------- | ---------------------------------------------- | ------------------------ |
| 2001 | Làn Sóng Xanh | Phòng thu có nhiều ca khúc được yêu thích nhất | Đoạt giải (cùng Kim Lợi) |
| 2002 | Làn Sóng Xanh | Phòng thu có nhiều ca khúc được yêu thích nhất | Đoạt giải                |
| 2003 | Làn Sóng Xanh | Phòng thu có nhiều ca khúc được yêu thích nhất | Đoạt giải                |
| 2004 | Làn Sóng Xanh | Phòng thu có nhiều ca khúc được yêu thích nhất | Đoạt giải                |
| 2005 | Làn Sóng Xanh | Phòng thu có nhiều ca khúc được yêu thích nhất | Đoạt giải                |
| 2006 | Làn Sóng Xanh | Phòng thu có nhiều ca khúc được yêu thích nhất | Đoạt giải                |
| 2007 | Làn Sóng Xanh | Phòng thu có nhiều ca khúc được yêu thích nhất | Đoạt giải                |
| 2008 | Làn Sóng Xanh | Phòng thu có nhiều ca khúc được yêu thích nhất | Đoạt giải                |